# Jean-Baptiste Willent
Jean-Baptiste Willent (Douai, 1809 - París, 1852) fou un compositor francès.
Notable fagotista virtuós, deixeble de Delcambre en el Conservatori de París, fou primer solista del Covent Garden de Londres, i del Teatre Italià de París, i més tard professor i fagot del Conservatori reial de Brussel·les i París.
Publicà un mètode de fagot: 
- 4 fantasies per a fagot i orquestra,
- un caprici concertant per a fagot i clarinet,
- un duo per a oboè i fagot.

També va compondre les òperes:
- Le Moine,
- Van Dick, ambdues estrenades a Brussel·les el 1844 i 1845, respectivament.